# Julie Parrish
Pour les articles homonymes, voir Parrish.
Julie Parrish, nom de scène de Ruby Joyce Wilbar (née le 21 octobre 1940 à Middlesboro (Kentucky), morte le 1er octobre 2003 à Los Angeles) est une actrice américaine.

## Biographie
Elle est la fille de William Robert « Bob » Wilbar (1913-1988) et son épouse Gladys Marie Webb (1911–1998). Elle a cinq frères et sœurs plus jeunes, les sœurs Barbara, Janice et Liza, et les frères James et Robert. Elle passe ses premières années à Lake City, Tennessee, avant de déménager à Tecumseh (Michigan) à 11 ans. Elle obtient ici son diplôme d'études secondaires. Parrish entre dans une école de mannequinat à Toledo (Ohio). Elle remporte un concours national de "Jeune mannequin de l'année" dans une chaîne d'écoles de mannequins.
Elle écrit des essais, des articles et des critiques de livres dans de nombreuses publications. Parrish commence ses études de premier cycle à la fin de la quarantaine, obtenant un diplôme pour un ouvrage sur la psychologie du conseil des dépendances chimiques. Elle travaille pendant neuf ans comme conseillère à temps plein au Haven Hills Shelter pour les femmes battues.
Après une longue bataille contre le cancer de l'ovaire, elle meurt des complications de la maladie à Los Angeles.

## Carrière
Parrish fait ses débuts dans deux films de Jerry Lewis, L'Increvable Jerry en 1962 et Docteur Jerry et Mister Love en 1963 où elle prend son nom de scène.
Elle a des rôles principaux dans des feuilletons télévisés, comme la sitcom de courte durée de CBS Television en 1967, Good Morning World.
Sa carrière au théâtre est récompensée d'un Los Angeles Drama Critics Award pour son rôle de Maggie dans Après la chute d'Arthur Miller.

## Filmographie

### Cinéma
- 1962 : L'Increvable Jerry
- 1963 : Docteur Jerry et Mister Love
- 1965 : Harlow, la blonde platine
- 1965 : Winter A-Go-Go (en)
- 1965 : Boeing Boeing
- 1966 : Paradis hawaïen
- 1966 : Les Bolides de feu (en)
- 1972 : Le Gang des dobermans
- 1981 : Max et le Diable
- 1998 : The Politics of Desire

### Télévision
- 1966 : Bonanza saison 8 épisode 2 : Patty Lou Fairchild